# Payena costata
Payena costata é uma espécie de planta da família Sapotaceae. Pode ser encontrada na Malásia peninsular.